# Добек, Патрик
Патрик Добек (пол. Patryk Dobek; род. 13 февраля 1994, Косцежина, Поморское воеводство) — польский легкоатлет, специалист по бегу на короткие дистанции и барьерному бегу. Выступает за сборную Польши по лёгкой атлетике с 2011 года, победитель и призёр многих международных стартов. Бронзовый призёр летних Олимпийских игр 2020 года.

## Биография
Патрик Добек родился 13 февраля 1994 года в городе Косьцежина Поморского воеводства, Польша.
Занимался бегом в Сопоте, состоял в местном одноимённом легкоатлетическом клубе.
Первого серьёзного успеха на международном уровне добился в сезоне 2011 года, когда вошёл в состав полькой национальной сборной и побывал на юношеском чемпионате мира в Лилле, откуда привёз награду бронзового достоинства, выигранную в беге на 400 метров. Также стартовал здесь в зачёте смешанной эстафеты, став со своей командой четвёртым.
В 2012 году на мировом первенстве среди юниоров в Барселоне завоевал серебряную медаль в эстафете 4 × 400 метров, тогда как в индивидуальном беге на 400 метров остановился на стадии полуфиналов.
На юниорском чемпионате Европы 2013 года в Риети стал серебряным призёром в беге на 400 метров, уступив на финише только россиянину Павлу Ивашко, и в эстафете 4 × 400 метров, где их команду так же превзошли спортсмены из России.
Начиная с 2014 года Добек выступал на взрослом уровне, в частности в этом сезоне он отметился выступлениями на домашнем мировом первенстве в помещении в Сопоте и на европейском первенстве в Цюрихе.
В 2015 году дважды поднимался на пьедестал почёта на молодёжном чемпионате Европы в Таллине: получил золото в беге на 400 метров с барьерами и серебро и в эстафете 4 × 400 метров. В тех же дисциплинах был серебряным и бронзовым призёром на командном чемпионате Европы в Чебоксарах. При этом на чемпионате мира в Пекине попасть в число призёров не смог, в беге на 400 метров с барьерами финишировал седьмым.
Благодаря череде удачных выступлений удостоился права защищать честь страны на летних Олимпийских играх 2016 года в Рио-де-Жанейро — участвовал здесь в программе бега на 400 метров с барьерами, но остановился уже на предварительном квалификационном забеге, показав результат 50,66 секунды.
После Олимпиады Добек остался в составе легкоатлетической команды Польши и продолжил принимать участие в крупнейших международных соревнованиях. Так, в 2017 году он бежал 400 метров с барьерами на чемпионате мира в Лондоне и на летней Универсиаде в Тайбэе, где занял в финале пятое место.
На чемпионате Европы 2018 года в Берлине стал в беге на 400 метров с барьерами пятым.
В 2019 году взял две бронзовые награды на Универсиаде в Неаполе, получил золото и бронзу на домашнем командном европейском первенстве в Быдгоще, выступил на мировом первенстве в Дохе.